# Percy Bysshe Shelley
Percy Bysshe Shelley (født 4. august 1792, død 8. juli 1822) var en engelsk digter.
Han regnes for en af det engelske sprogs absolut største digtere. I Danmark kendes Shelley nok mest for The Sensitive Plant i Sophus Claussens gendigtning: Den følende Blomst. Derudover kendes han for digte som Ozymandias, Ode to the West Wind, To a Skylark, Music, When Soft Voices Die, The Cloud og The Masque of Anarchy.
Han har ligeledes skrevet et skuespil bygget over Beatrice Cencis historie kaldet Beatrice Cenci.
Han var gift med forfatteren Mary Shelley fra 1816 til sin død i 1822. Han druknede under en sejlads fra Livorno til Lerici.